# Female Husbands: A Trans History
Female Husbands: A Trans History es un libro de historia de Jen Manion, profesora de Historia y Sexualidad, Estudios de la Mujer y de Género en Amherst College,  publicado en 2020 por Cambridge University Press.  El libro ganó el premio al Mejor Libro de la Asociación Británica de Estudios Victorianos y fue finalista del Premio Lawrence W. Levine.

## Sinopsis
Manion revisa material histórico de Estados Unidos y el Reino Unido desde 1746 hasta 1910, incluidos periódicos y registros judiciales, para relatar las vidas de más de una docena de personas a las que se les asignó mujeres e interactuaron con la sociedad como hombres, incluidas algunas que se casaron con mujeres.       La autora utiliza a menudo el pronombre "elle" (they/them) en su ensayo para personas cuya identidad de género profesa se desconoce. 

## Recepción
En Los Angeles Review of Books, Samuel Clowes Huneke escribe: "Manion, que se describe a sí misma como "defensora de los derechos LGBTQ de toda la vida" y profesora de historia en Amherst College, creó no sólo un retrato sorprendentemente original de individuos que, como dice [Manion], "transearon" el género en los siglos XVIII y XIX, pero también un apasionado cri de coeur por los derechos trans."  En una reseña para The Guardian, Grace Lavery escribe: "Se han hecho intentos de argumentar que 'recuperar' ancestros transgénero es ahistórico. Female Husbands exige un replanteamiento de esta posición". 
James Yukiko Mulder escribe para Women's Review of Books: "La habilidad y el cuidado de Manion como narradora de esta historia son palpables a lo largo del libro. En Female Husbands, estas figuras del pasado histórico se muestran como individuos complejos, a menudo ingeniosos, que trabajaron para mantener la estabilidad de sus diversas posiciones sociales y económicas y demostraron resiliencia cuando sus vidas y cuerpos fueron puestos bajo escrutinio público".  Eileen González escribe para Foreword Reviews: "Las reacciones del público hacia los maridos femeninos descubiertos fueron a menudo hostiles y burlonas. Manion es comprensiva y respetuosa, y les brinda la humanidad que durante mucho tiempo se les ha negado". 
En The English Historical Review, Emily Rutherford escribe: "Manion es sensible al papel que desempeñaron los esposos femeninos en el apuntalamiento de la heteronormatividad imperial blanca: mostrando cómo una identidad de clase trabajadora respetable estaba mucho menos disponible para los esposos femeninos afroamericanos, y cómo participaron en un proyecto genocida de colonos coloniales que, entre otras cosas, erradicó las formas indígenas norteamericanas de entender la variación de género. A medida que más académicos realizan investigaciones en este sentido, sus hallazgos podrían frustrar nuestros deseos de encontrar historias sobre el género y la sexualidad en el mundo. pasado que afirman nuestras categorías identitarias y políticas actuales".  En una reseña del Journal of Victorian Culture, Billie-Gina Thomason escribe " Female Husbands demuestra que la inconformidad de género y la 'transformación de género' no es un fenómeno nuevo y destaca cuánto más se puede hacer y se hará para historizar las vidas trans".  Cay Wren escribe para Manhattan Book Review: "El predominio de la historia trans proviene de un lugar de registros de asilo y titulares de periódicos violentos. Este trauma heredado todavía se está reescribiendo gradualmente en la comunidad LGBTQ de hoy, y el tratamiento literario de Manion de las figuras históricas que se encuentran en las páginas de este libro servirán como una continuación crucial de esa curación". 
En una reseña de History Today, Catherine Baker escribe: "Cuando Manion se refiere a los sujetos del libro como 'ellos', no es para encerrarlos en una identidad no binaria del siglo XXI, sino para transmitir la inmensidad con la que el siglo XX la escritora del siglo XIX Leslie Feinberg escribió sobre el género: forzarlas a aceptar categorías femeninas que evidentemente rechazaron en la vida traduce sus esfuerzos, pero muchos de los maridos se movían entre expresiones de género masculinas y femeninas para que "él" se aplicara a todas ellas. 'El género que las personas abrazaron, negociaron y llegaron a ser durante sus vidas', como lo más cerca que los historiadores pueden llegar a la verdad, los escritos de Manion son un faro para representar la variación de género en el pasado".  En el London Review of Books, Sharon Marcus escribe: "Entonces, como ahora, los conservadores temían que muchos siguieran a unos pocos. En 1837, un conservador religioso de Boston advirtió que lo que Manion llama 'transformación' podría 'volverse universal'. En la década de 1860, los estados y ciudades de Estados Unidos comenzaron a promulgar leyes que convertían en delito que las mujeres se vistieran como hombres y los hombres como mujeres".  En The Guardian, Gabrielle Bellot escribe: "Si bien el libro de Manion es sólo una breve instantánea geográfica de tales figuras, subraya su prevalencia en el pasado, así como la noción todavía radical de que las personas transgénero, como yo, son dignas de amor y respeto." 